# Nasser Shabani
Nasser Shabani, né en 1957 et mort le 13 mars 2020, est un général iranien et commandant en chef du Corps des Gardiens de la révolution islamique (CGRI). Il est notamment connu pour s'être servi des rebelles houthis afin de viser des pétroliers saoudiens. 

## Carrière
Nasser Shabani commence sa carrière militaire en 1982 pendant la guerre Iran-Irak. Il participe à la répression du soulèvement d'Amol la même année. Au cours de la dernière année de la guerre Iran-Irak, il est promu pour devenir l'un des piliers du Corps des Gardiens de la révolution islamique. Il joue un rôle clé dans l'opération Mersad et écrit plus tard plusieurs livres sur la guerre. En 2011, il succède au président de l'université de l'Imam Hussein et devient l'un des députés du camp de Tharallah. 
En 2018, il déclare dans les médias d'État iraniens que le CGRI a ordonné aux forces houthies au Yémen d'attaquer deux pétroliers saoudiens sur le détroit de Bab al-Mandab. 

## Mort
Nasser Shabani meurt de maladie à coronavirus 2019 (Covid-19) le 13 mars 2020. 